# برادفورد آند بينغلي
برادفورد آند بينغلي هو بنك بريطاني يقع مقره الرئيسي في بلدة وست يوركشاير في بينغلي.
تأسس البنك في ديسمبر من عام 2000. وفي 29 سبتمبر من عام 2008 تم تأميم البنك من قبل الحكومة البريطانية بعد تعثره بسبب أزمة الائتمان.